# Хідака (Коті)
Хіда́ка (яп. 日高村, ひだかむら, МФА: [çidaka muɾa]?) — село в Японії, в повіті Такаока префектури Коті.   Площа становить 44,88 км². Станом на 1 липня 2012 року населення складало 5262  осіб, густота населення — 117 осіб/км².   

## Демографія
Згідно з даними перепису населення Японії, населення Хідака зменшується з 50-х років. Станом на 1 жовтня 2020 року населення складало 4812 осіб, з яких чоловіків — 2282 осіб, жінок — 2530 осіб. Густота населення — 107,3 осіб/км².